# Effectenbeurs van Madrid

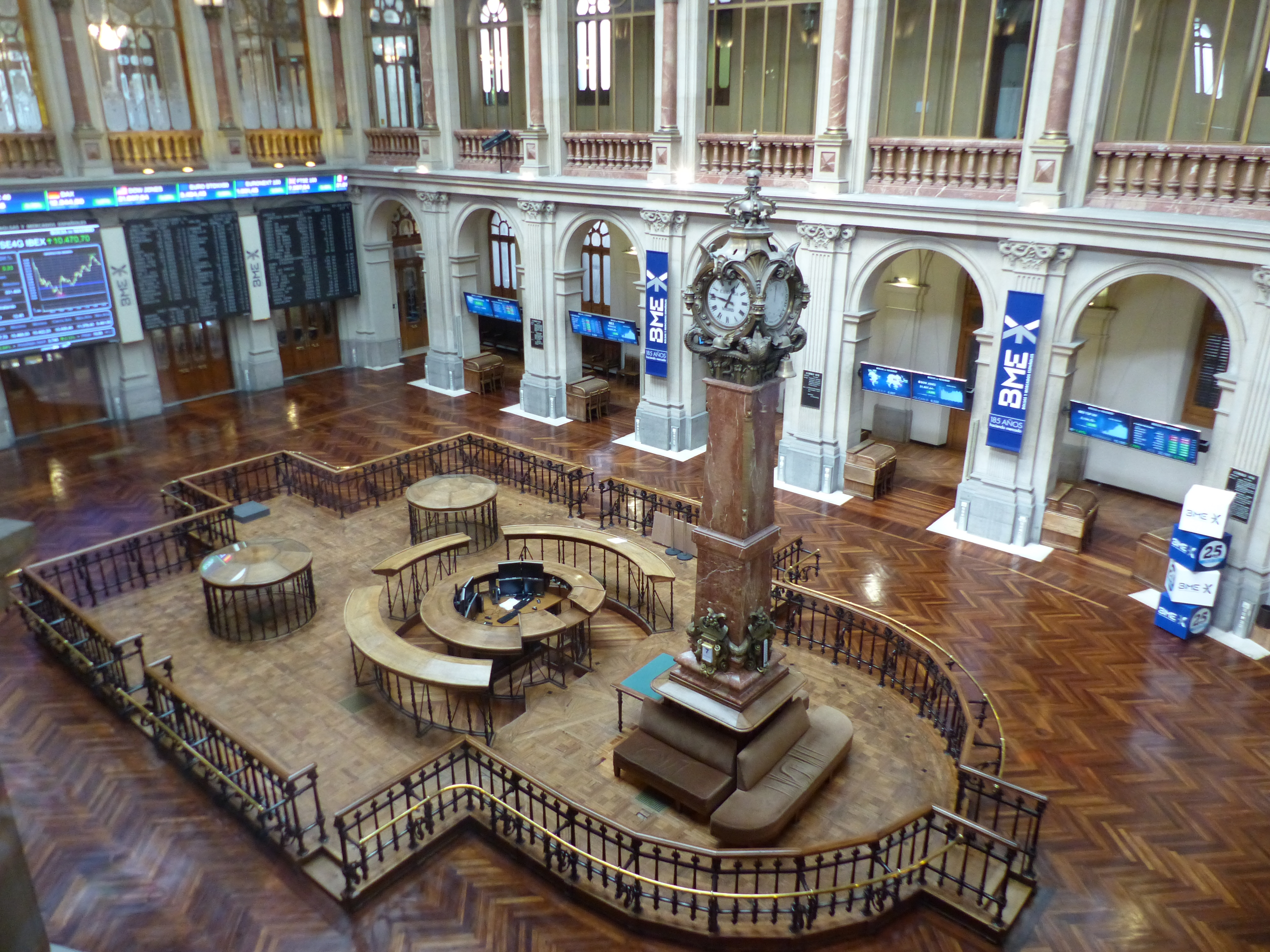
Interieur van de beurs van Madrid

De Effectenbeurs van Madrid (Spaans: Bolsa de Madrid) is de grootste van de vier beurzen in Spanje waar effecten zoals aandelen en obligaties worden verhandeld. Het is gevestigd in het beursgebouw Palacio de la Bolsa de Madrid aan het plein Plaza de la Lealtad langs de boulevard Paseo del Prado in Madrid.
De algemene aandelenindex van de beurs is de Índice General de la Bolsa de Madrid (IGBM). Deze omvat 113 bedrijven, waaronder de 35 bedrijven van de IBEX-35, de marktkapitalisatiegewogen index van de beurs. De beurs heeft ook verschillende andere indexen, waaronder de FTSE-Latibex Index voor Latijns-Amerikaanse aandelen en de Ibex New Market Index voor bedrijven in opkomst.
Enkele bekende bedrijven die aan de beurs genoteerd staan zijn Banco Santander, BBVA, IAG, Inditex, NH Hoteles, Repsol en Telefónica.

## Geschiedenis
De beurs van Madrid werd geopend op 20 oktober 1831 en is sinds 1893 gevestigd in het beursgebouw Palacio de la Bolsa de Madrid.
De beurs was sinds 2002 eigendom van de holding Bolsas y Mercados Españoles (BME), eigenaar van alle vier Spaanse beurzen en zelf genoteerd aan de beurs van Madrid. In 2019 kwamen diverse biedingen op de beurs, waaronder van Euronext. Uiteindelijk bood de Zwitserse beursexploitant SIX het meest, 2,84 miljard euro. In maart 2020 stemde de toezichthouder CNMV in met het bod. In juni 2020 werd de overname afgerond.